# Adonisea masoni
Adonisea masoni is een vlinder uit de familie van de uilen (Noctuidae). De wetenschappelijke naam van de soort is voor het eerst geldig gepubliceerd in 1896 door Smith.